# 霍華德縣 (馬里蘭州)
霍華德县（英語：Howard County）是美国马里兰州中北部的一個縣，位居首都華盛頓特區與巴爾的摩之間，面積657平方公里。根據2020年美國人口普查，共有人口32萬8,200人。縣治埃利科特城。該縣成立於1838年，1851年在马里兰州议会取得代表權；縣名紀念第五任州長約翰·伊格·霍華德。

## 教育
海华郡公立学校系统有学校。